# Sielezni (obwód smoleński)
Sielezni (ros. Селезни) – wieś (dieriewnia) w Rosji, w obwodzie smoleńskim, w rejonie wieliskim. W 2010 liczyła 768 mieszkańców.